# Sípolj, ha tudod mit nyeltél tavaly disznóvágáskor
A Sípolj, ha tudod, mit nyeltél tavaly disznóvágáskor (eredeti címe: Shriek If You Know What I Did Last Friday the 13th, szó szerinti jelentése: Ordíts, ha tudod, mit tettem tavaly péntek tizenharmadikán) 2000-es amerikai direct-to-video horror-slasher filmparódia John Blanchard rendezésében. A főszerepben Tiffani-Amber Thiessen, Tom Arnold, Coolio és Shirley Jones látható. 
A film olyan horrorfilmeket parodizál, mint a Rémálom az Elm utcában, a Sikoly és a Tudom, mit tettél tavaly nyáron.

## Cselekmény
Egy álarcos sorozatgyilkos terrorizálja Bulimia Falls városát. Melissa Bevág (Tiffani-Amber Thiessen) riporter a helyszínen terem. Pogi (Tom Arnold) megjelenik, hogy védje a tinédzserekből álló lakosságot, de nem nagy segítség, ugyanis a gyilkos tovább szedi áldozatait.

## Szereplők
| Szerep                                 | Színész                | Magyar hang         |
| -------------------------------------- | ---------------------- | ------------------- |
| Barbara Főgyanúsított                  | Julie Benz             | Haffner Anikó       |
| Dawson Deery                           | Harley Cross           | Markovics Tamás     |
| Martina Martinez                       | Majandra Delfino       | Kiss Eszter         |
| Slab O'Beef                            | Simon Rex              | Crespo Rodrigo      |
| Bráner                                 | Danny Strong           | Csőre Gábor         |
| Főnökök főnöke ő igazgatósága          | Coolio                 | Breyer Zoltán       |
| Sue Perman                             | Aimee Graham           | Mezei Kitty         |
| Melissa Bevág                          | Tiffani-Amber Thiessen | Németh Borbála      |
| Pogi Főgyanúsított / Hardy (a gyilkos) | Tom Arnold             | Kálloy Molnár Péter |
| Kevorkian nővér                        | Shirley Jones          | Hámori Ildikó       |
| Mrs. Tingle                            | Rose Marie             |                     |
| Mr. Lowelle Buchanan                   | David Herman           | F. Nagy Zoltán      |
| Madame La Tourneau                     | Mink Stole             |                     |
| a Gyilkos (hangja)                     | Chris Palermo          | Rába Roland         |

## Háttér
A Lionsgate 1999-ben szerezte meg a forgalmazási jogokat. Ekkor a film eredeti címe még I Know What You Screamed Last Semester volt. A Lionsgate bejelentette, hogy a filmet nem vetítik a mozikban, ehelyett a USA Network 2000. október 17-én mutatja be a Shriek Week nevű, horrorfilmes témájú maraton részeként. A film címe végül megváltozott, mert a Miramax perrel fenyegetett mindent, aminek bármi köze is van a Sikoly-hoz. Korábban a Columbia Pictures stúdiót is beperelte a Tudom, mit tettél tavaly nyáron és a Sikoly hasonlóságai miatt.

## Fogadtatás
A film 14%-os értékelésen áll a Rotten Tomatoes oldalán, 7 kritika alapján.
A FilmCritic.com kritikusa, Larry Getlen negatív kritikával illette. Kritikája szerint a „film nem rendelkezik történettel, érdektelenek a szereplők, a humor pedig infantilis”. Az Allmovie ennél pozitívabban, három és fél csillaggal értékelte az ötből.

## Fordítás
- Ez a szócikk részben vagy egészben  a   Shriek If You Know What I Did Last Friday the 13th című angol Wikipédia-szócikk ezen változatának fordításán alapul.  Az eredeti cikk szerkesztőit annak laptörténete sorolja fel. Ez a jelzés csupán a megfogalmazás eredetét és a szerzői jogokat jelzi, nem szolgál a cikkben szereplő információk forrásmegjelöléseként.